# Карасово (Великоустюгский район)
Карасово — деревня в Великоустюгском районе Вологодской области. Административный центр Парфёновского сельского поселения и Парфёновского сельсовета.
Расстояние до районного центра Великого Устюга по автодороге — 11,5 км. Ближайшие населённые пункты — Нижнее Грибцово, Верхний Заемкуч, Верхнее Грибцово.
По переписи 2002 года население — 250 человек (120 мужчин, 130 женщин). Преобладающая национальность — русские (99 %).